# 川島悠翔
川島 悠翔（かわしま ゆうと、2005年5月27日 - ）は、群馬県出身のバスケットボール選手。ポジションはパワーフォワード。

## 経歴
福岡大学附属大濠高等学校では1年時から主力として活躍。2021年のウインターカップで優勝に貢献し、大会ベストファイブに選出された。
2年時のウインターカップでは準々決勝で敗退し、連覇を逃した。
2023年3月に大濠を中退し、オーストラリアのNBAグローバルアカデミーへ加入することを発表した。

## 代表歴
2019年のFIBA U19 ワールドカップで日本代表に初選出された。
2022年5月に開催されたFIBA U16 アジア選手権では平均26.6得点・11.2リバウンドを記録してチームの準優勝に貢献し、大会得点王とMVPを同時受賞した。同年はFIBA U17 ワールドカップ、FIBA U18 アジア選手権でも日本代表に選出された。
2023年のU19 ワールドカップで再び代表に選出された。